# Communauté de communes Loir-Lucé-Bercé
Die Communauté de communes Loir-Lucé-Bercé ist ein französischer Gemeindeverband mit der Rechtsform einer Communauté de communes im Département Sarthe in der Region Pays de la Loire. Sie wurde am 7. Dezember 2016 gegründet und umfasst 24 Gemeinden. Der Verwaltungssitz befindet sich im Ort Montval-sur-Loir.

## Historische Entwicklung
Der Gemeindeverband entstand mit Wirkung vom 1. Januar 2017 durch die Fusion der Vorgängerorganisationen
- Communauté de communes de Lucé,
- Communauté de communes du Val du Loir und
- Communauté de communes de Loir et Bercé

unter gleichzeitiger Bildung der Communes nouvelles
- Loir en Vallé und
- Montval-sur-Loir.

## Mitgliedsgemeinden
| Gemeinde                               | Einwohner 1. Januar 2022 | Fläche km² | Dichte Einw./km² | Code INSEE | Postleitzahl |
| -------------------------------------- | ------------------------ | ---------- | ---------------- | ---------- | ------------ |
| Beaumont-Pied-de-Bœuf                  | 476                      | 24,68      | 19               | 72028      | 72500        |
| Beaumont-sur-Dême                      | 329                      | 13,49      | 24               | 72027      | 72340        |
| Chahaignes                             | 668                      | 22,83      | 29               | 72052      | 72340        |
| Courdemanche                           | 614                      | 24,02      | 26               | 72103      | 72150        |
| Dissay-sous-Courcillon                 | 942                      | 34,92      | 27               | 72115      | 72500        |
| Flée                                   | 525                      | 17,54      | 30               | 72134      | 72500        |
| Jupilles                               | 552                      | 26,41      | 21               | 72153      | 72500        |
| La Chartre-sur-le-Loir                 | 1.370                    | 8,30       | 165              | 72068      | 72340        |
| Lavernat                               | 585                      | 22,64      | 26               | 72160      | 72500        |
| Le Grand-Lucé                          | 1.941                    | 27,26      | 71               | 72143      | 72150        |
| Lhomme                                 | 938                      | 18,32      | 51               | 72161      | 72340        |
| Loir en Vallée                         | 2.052                    | 64,76      | 32               | 72262      | 72310, 72340 |
| Luceau                                 | 1.233                    | 18,77      | 66               | 72173      | 72500        |
| Marçon                                 | 1.063                    | 30,05      | 35               | 72183      | 72340        |
| Montreuil-le-Henri                     | 299                      | 14,39      | 21               | 72210      | 72150        |
| Montval-sur-Loir                       | 5.707                    | 26,99      | 211              | 72071      | 72500        |
| Nogent-sur-Loir                        | 361                      | 10,81      | 33               | 72221      | 72500        |
| Pruillé-l’Éguillé                      | 808                      | 21,18      | 38               | 72248      | 72150        |
| Saint-Georges-de-la-Couée              | 171                      | 11,68      | 15               | 72279      | 72150        |
| Saint-Pierre-de-Chevillé               | 339                      | 11,51      | 29               | 72311      | 72500        |
| Saint-Pierre-du-Lorouër                | 363                      | 16,55      | 22               | 72314      | 72150        |
| Saint-Vincent-du-Lorouër               | 822                      | 26,96      | 30               | 72325      | 72150        |
| Thoiré-sur-Dinan                       | 398                      | 17,72      | 22               | 72356      | 72500        |
| Villaines-sous-Lucé                    | 651                      | 25,46      | 26               | 72376      | 72150        |
| Communauté de communes Loir-Lucé-Bercé | 23.207                   | 537,24     | 43               | –          | –            |